# Řády, vyznamenání a medaile Vatikánu

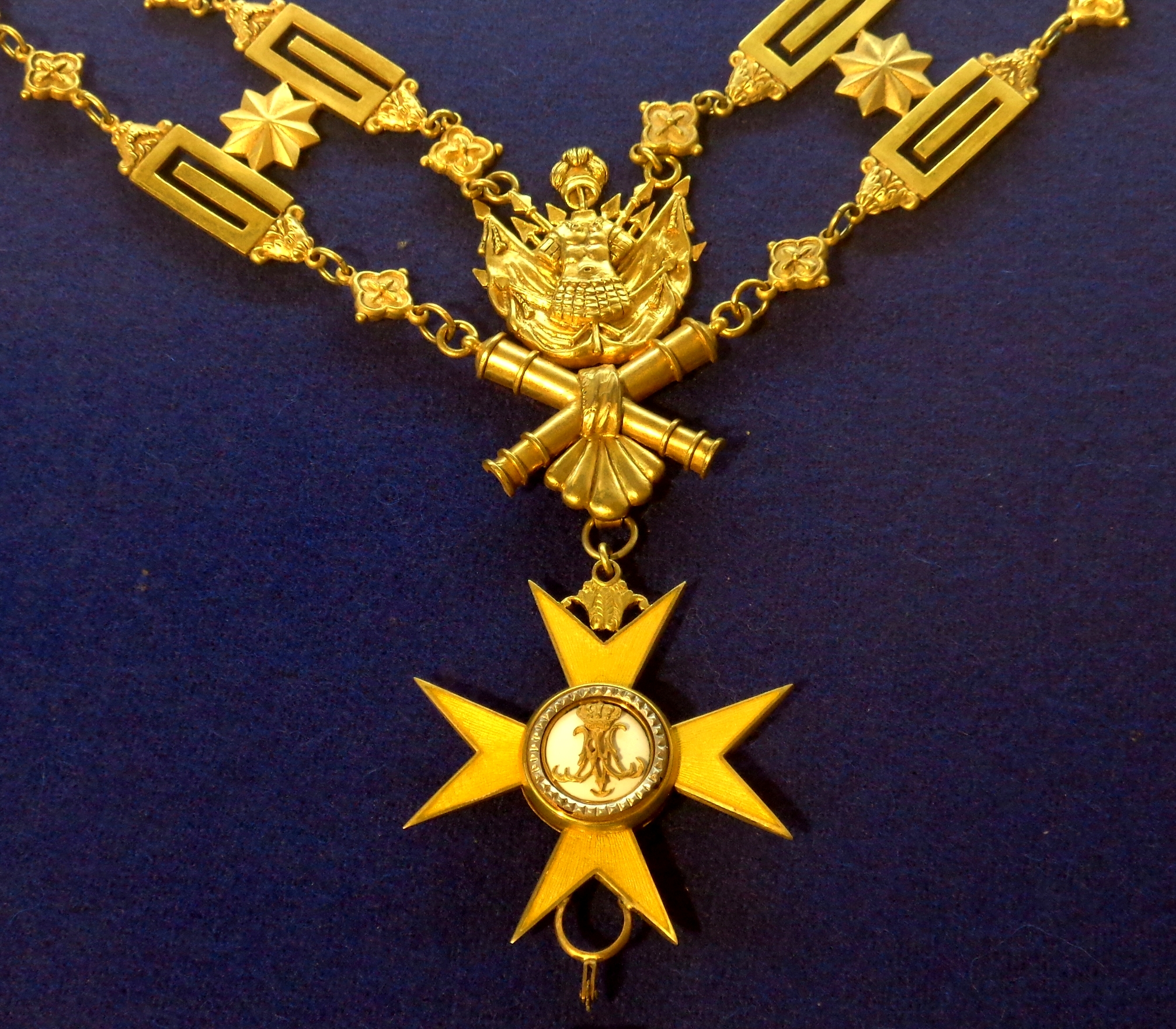
Řád zlaté ostruhy

Řády, vyznamenání a medaile Svatého stolce zahrnují tituly, rytířské řády, vyznamenání a medaile udílené Svatým stolcem. Udílí je papež za skutky a zásluhy ve prospěch Svatého stolce, katolické církve nebo příslušníků této náboženské komunity, či ve prospěch národů a lidstva obecně. Některá z vyznamenání již zanikla nebo nejsou v současnosti udílena, jiná jsou i nadále aktivní.

## Rytířské řády
Rytířské řády byly původně náboženskými společenstvími na podporu poutí do Svaté země, které se těšily uznání římské kurie. Ze současných rytířských řádů je kurií uznána pouze malá část historických rytířských řádů. Současně existují řády, které katolická církev neuznává.
Obecně platí, že mezi papežské rytířské řády patří pět jezdeckých řádů Svatého stolce, jež jsou udíleny papežem. Nejde o duchovní rytířské řády v pravém slova smyslu, ale o příslušnost k řádu v důsledku vyznamenání. Termín papežské rytířské řády však zahrnuje rovněž skutečné aktivní rytířské řády, z nichž pouze dva jsou uznávané Svatým stolcem a zůstávají pod jeho ochranou.

### Papežské rytířské řády
Papežské rytířské řády jsou udílené jménem papeže, jakožto hlavy katolické církve, Svatého stolce a Vatikánu. Historicky bylo členství v těchto řádech udíleno buď papežskými bulami, jež nebyly osobně podepsány papežem, nebo apoštolskými listy, které nesly osobní podpis papeže. Od reformy těchto řádů, ke které došlo ve 20. století, jsou udílející dekrety podepisovány kardinálem státním sekretářem.
| stuha | název                       | vznik       | počet tříd | poznámka                                                |
| ----- | --------------------------- | ----------- | ---------- | ------------------------------------------------------- |
|       | Nejvyšší řád Kristův        | 1319        | 1          | od roku 1993 nemá tento řád žádného žijícího člena      |
|       | Řád zlaté ostruhy           | 14. století | 1          | od 23. dubna 2019 nemá tento řád žádného žijícího člena |
|       | Řád Pia IX.                 | 1847        | 5          |                                                         |
|       | Řád svatého Řehoře Velikého | 1831        | 4          |                                                         |
|       | Řád svatého Silvestra       | 1841        | 4          |                                                         |

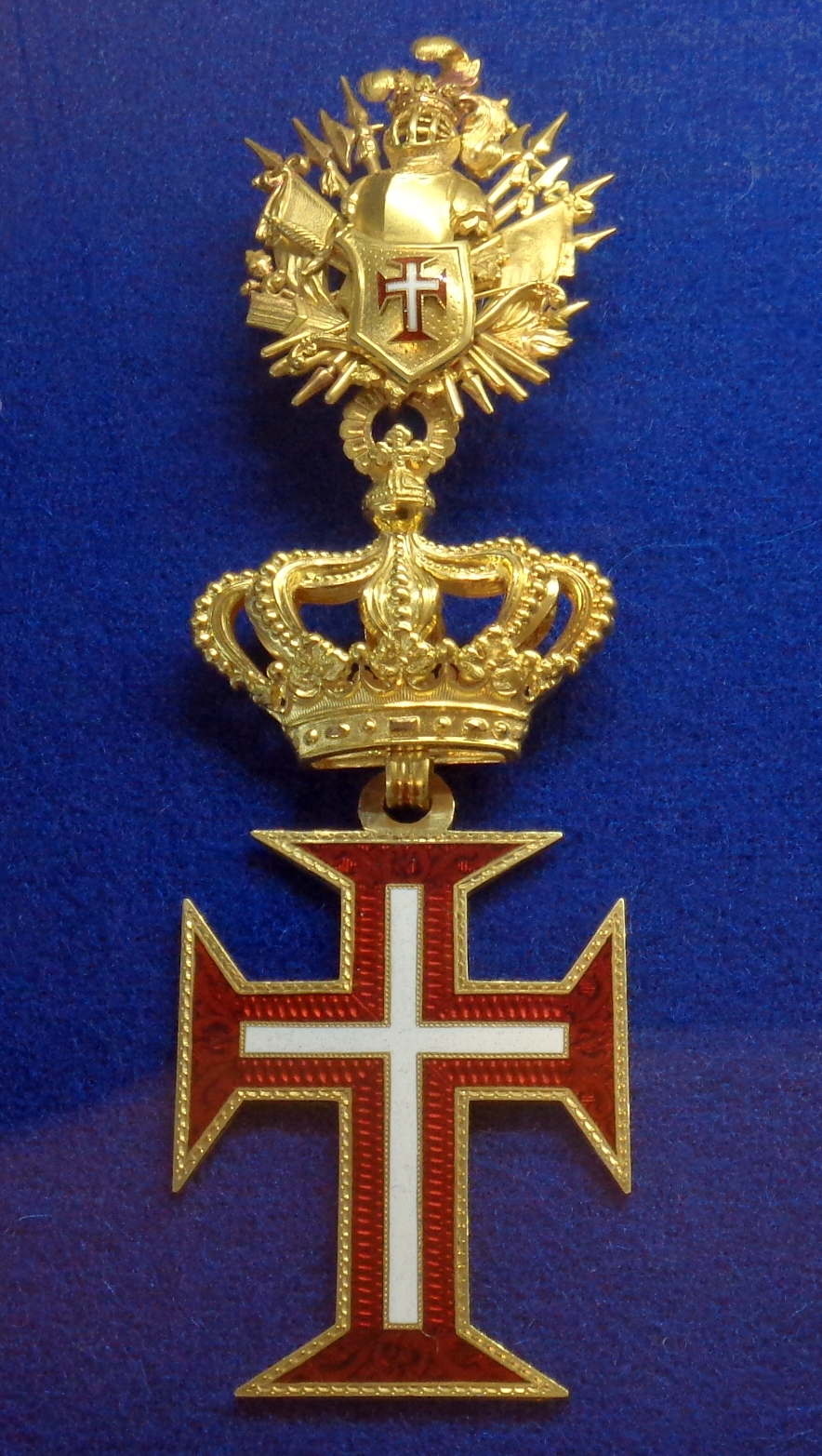
Nejvyšší řád Kristův

Z papežských řádů je nejvyšším a zřídka udíleným vyznamenáním Nejvyšší řád Kristův. Spolu s Řádem zlaté ostruhy se udílí výslovně na přání papeže po jeho konzultaci s kardinálem státním sekretářem. Řád Pia IX. se udílí hlavám států při oficiálních státních návštěvách Svatého stolce, vyšším členům diplomatických misí akreditovaných ve Vatikánu a výjimečně osobám za zvláště významné služby papeži a Svatému stolci podle uvážení kardinála státního sekretáře. Dva nejnižší řády se obvykle udílí na doporučení diecézních biskupů s podporou apoštolských nunciů.

#### Nejvyšší řád Kristův
Historie tohoto řádu spadá do období, kdy byl rozpuštěn řád templářů. V roce 1319 byl v Portugalském království ustanoven Vojenský řád našeho Pána Ježíše Krista, který byl 15. března 1319 uznán papežskou bulou Ad ea ex quibus papeže Jana XXII. Podle některých historiků dávala tato bula papežům právo si udělit členství v novém řádu, ačkoliv text buly toto právo výslovně neuvádí. Podle zvyklostí v katolické církvi jako takové je papež hlavou každého řeholního řádu, a proto může povolit přijetí nových členů do těchto řádů bez souhlasu jejich řádových generálů. Udílení Nejvyššího řádu Kristova papežem pomocí motu proprio přivedlo několikrát papeže a portugalskou korunu do sporu, neboť se portugalský král domníval, že je jediným legitimním fons honorum tohoto řádu. Protesty týkající se tohoto konfliktu však byly v Římě předneseny až v roce 1825.
Během reorganizace papežských řádů v roce 1905 učinil papež Pius X. z Nejvyššího řádu Kristova nejvýznamnější papežské vyznamenání. V papežské bule Equestres ordinis ze dne 15. dubna 1966 omezil papež Pavel VI. udílení tohoto řádu na římskokatolické hlavy států na památku významných událostí, kterých se papež osobně účastnil. Posledním žijícím členem tohoto řádu byl belgický král Baudouin I., který zemřel v roce 1993.

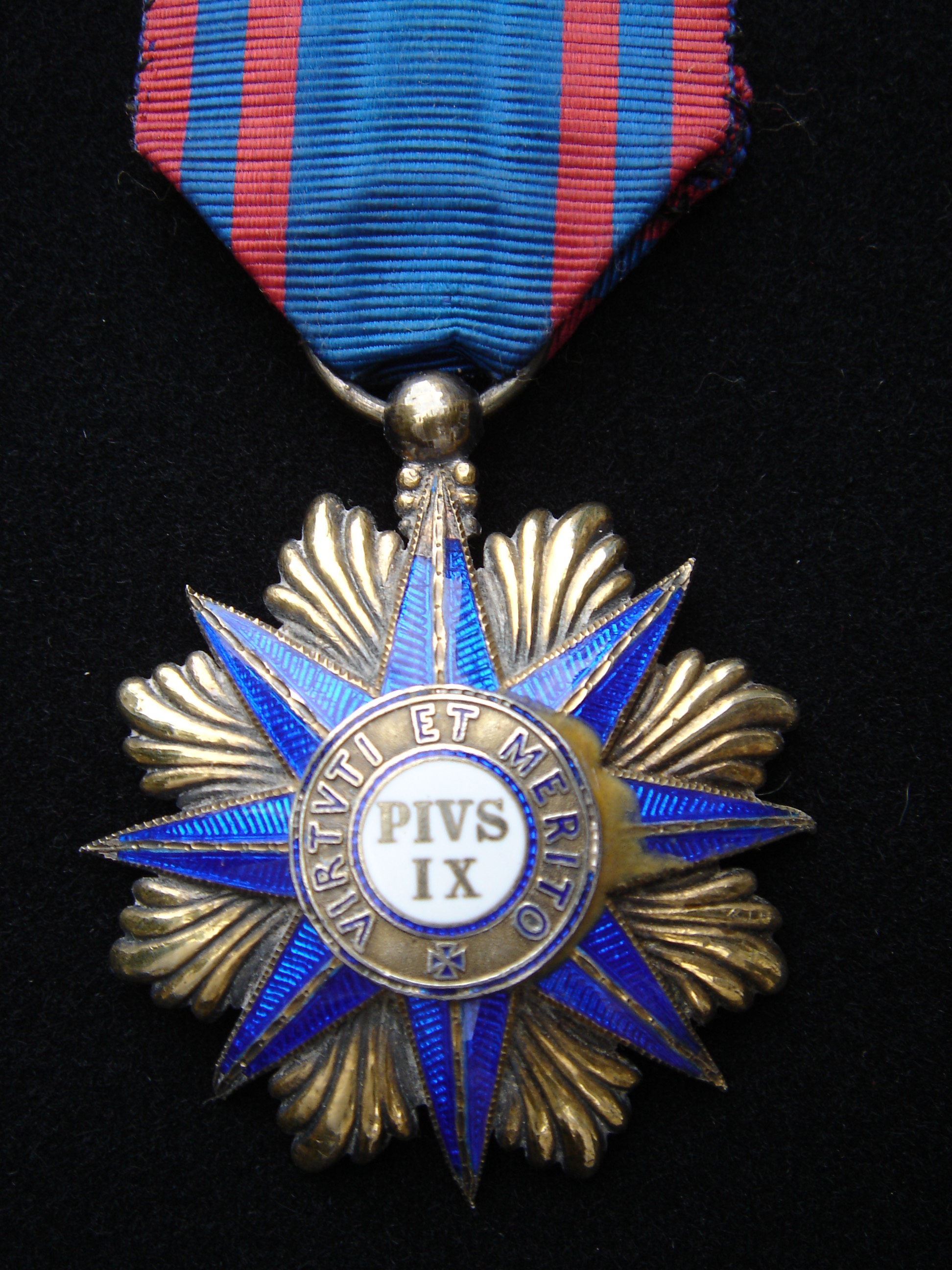
Řáda Pia IX.

#### Řád zlaté ostruhy
Druhým nejvyšším papežským řádem je Řád zlaté ostruhy, známý také jako Řád zlaté milice. Oba názvy uvádí i Annuario Pontificio. Nedochovaly se jasné historické doklady o jeho založení, ale s jistotou se jedná o nejstarší papežský rytířský řád. Benevolentní pravidla pro jeho udílení snížila jeho prestiž, což přimělo v roce 1841 papeže Řehoře XVI. umístit řád pod záštitu Řádu svatého Silvestra. Současně během této reorganizace papež omezil možnosti pro udělení řádu a také zrušil jmenování těm členům, kterým nebylo členství uděleno papežským brevem. Omezil také počet žijících rytířů řádu na sto. Papežská bula z roku 1966 jeho udělení dále omezila na křesťanské panovníky a hlavy států. Posledním žijícím rytířem tohoto řádu byl lucemburský velkovévoda Jan, který zemřel v roce 2019.

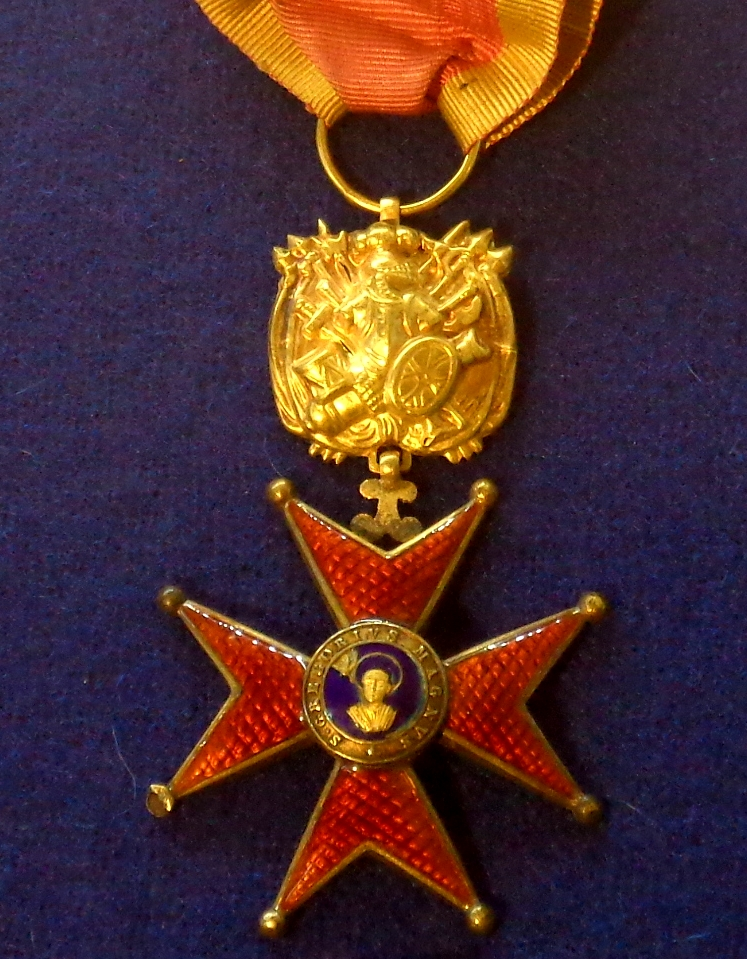
Řád svatého Řehoře Velikého

#### Řád Pia IX.
Třetím nejvyšším papežským řádem je Řád Pia IX. Založen byl papežem Piem IX. dne 17. června 1847. Je také nejvyšším papežským vyznamenáním, které je rozděleno do více tříd. Nejvyšší třídou je řetěz, následuje velkokříž, komtur s hvězdou, komtur a rytíř. Tento řád může být udělen nejen nekatolíkům, ale i nekřesťanům.

#### Řád svatého Řehoře Velikého

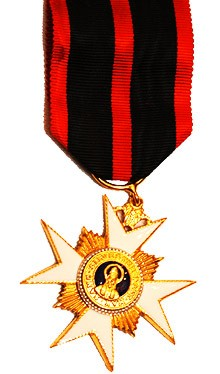
Řád svatého Silvestra

Čtvrtým nejvyšším papežským řádem je Řád svatého Řehoře Velikého. Byl založen papežem Řehořem XVI. dne 1. září 1831 papežským breve Quod summis. Udílen je ve čtyřech třídách v civilní a vojenské divizi. Původně byl založen jako odměna za civilní či vojenskou službu Papežskému státu. Během reforem v roce 1905 byl řád upraven tak, aby se třídy srovnaly se třídami Řádu Pia IX. Udílen je za významnou službu katolické církvi bez ohledu na náboženské vyznaní příjemce. Obvykle je udílen na doporučení biskupů nebo nunciů. Od roku 1994 mohou být členkami řádu i ženy.

#### Řád svatého Silvestra
Nejnižším papežským řádem je Řád svatého Silvestra. Řád byl v roce 1841 reformován papežem Řehořem XVI. a pod záštitu řádu byl dán Řád zlaté ostruhy. Reformovaný řád byl znám jako Řád svatého Silvestra a zlaté milice. Reformy z roku 1905 vyústily v opětovné rozdělení obou řádů.

### Řády uznávané Svatým stolcem
Od dob křížových výprav bylo založeno několik vojenských náboženských řádů. Z nich Apoštolský stolec uznává pouze Řád Božího hrobu a Suverénní řád Maltézských rytířů.
| stuha | název                                    | vznik |
| ----- | ---------------------------------------- | ----- |
|       | Suverénní řád Maltézských rytířů         | 1048  |
|       | Rytířský řád Božího hrobu jeruzalémského | 1099  |

- Rytířský řád Božího hrobu jeruzalémského je pod přímou ochranou papeže, který je hlavou řádu, přičemž velmistrem řádu je kardinál. Sídlo řádu je ve Vatikánu.
- Suverénní řád Maltézských rytířů je svrchovaným vojenským řádem a s Apoštolským stolcem si vyměňují velvyslance. Papež není hlavou řádu ani nejmenuje jeho nové členy. Po volbě velmistra je však informován jako první a jmenuje kardinála protektora řádu.
- Řád německých rytířů již od meziválečného období není podle kanonického práva řádem rytířským, ale duchovním.[3]

## Vyznamenání

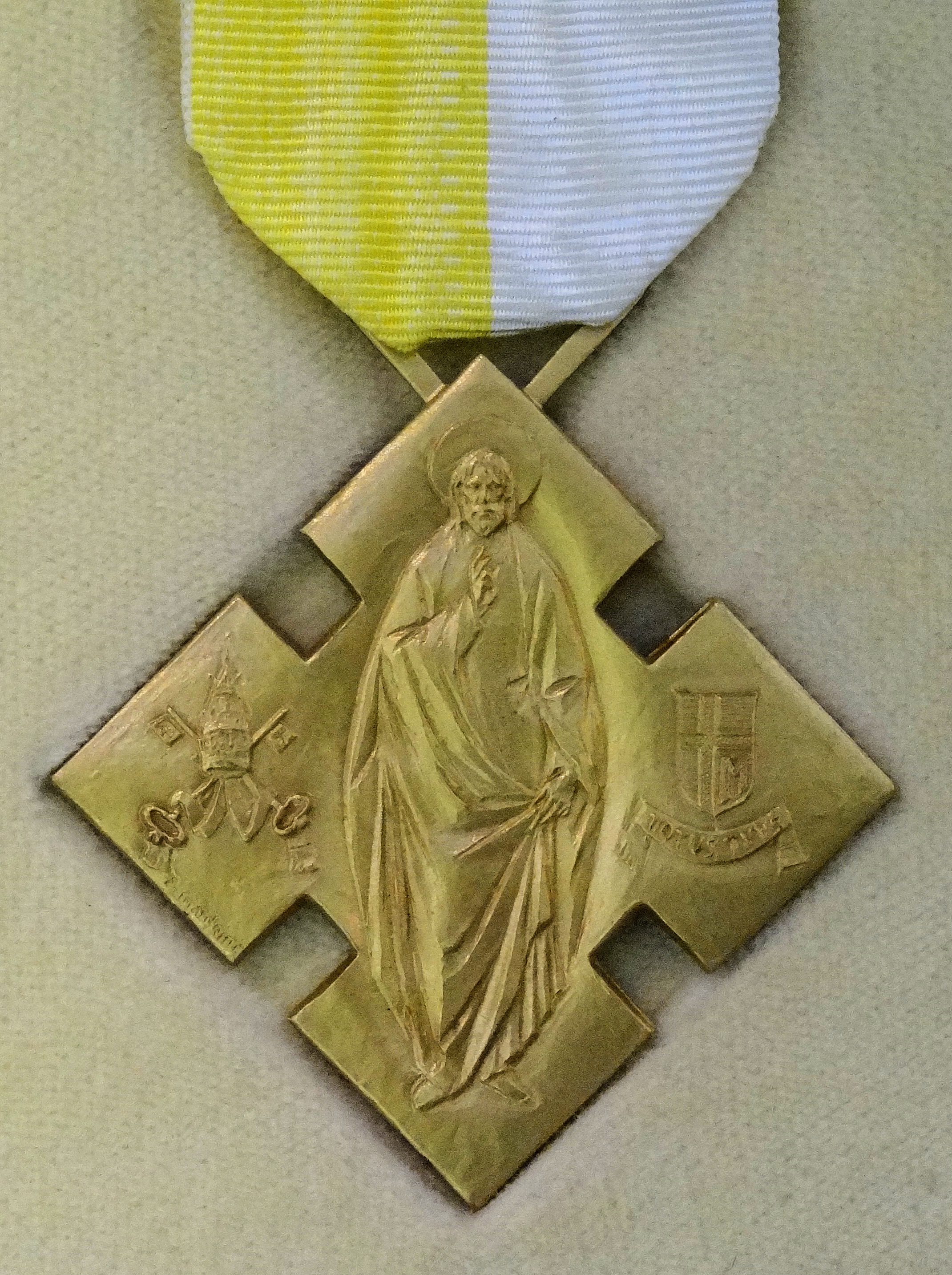
Bene merenti

### Papežská vyznamenání
- Pro Ecclesia et Pontifice – Tato medaile byla založena v roce 1888. Udílena je papežem členům duchovenstva i laikům za službu katolické církvi a papeži. Do roku 1996 se jednalo o nejvyšší papežské vyznamenání, které mohlo být uděleno ženám.[6]
- Bene merenti – Tato medaile je udílena papežem členům duchovenstva i laikům za službu katolické církvi. Historie tohoto vyznamenání spadá do 18. století.

### Vyznamenání s papežskou autoritou nebo jeho zvláštním souhlasem
Z vyznamenání s papežskou autoritou či zvláštním schválením je nadále udílen pouze Kříž jeruzalémských poutníků. Loretánský i lateránský kříž již nadále udíleny nejsou.
- Loretánský kříž – Tato medaile byla založena dne 26. listopadu 1888.[9] Udílena byla přibližně do poloviny 20. století.[10]
- Kříž jeruzalémských poutníků – Toto vyznamenání bylo založeno roku 1901. Udíleno je jménem papeže za zásluhy poutníkům do Svaté země.[11]
- Lateránský kříž – Toto vyznamenání bylo založeno dne 18. února 1903.[12] Udíleno bylo do roku 1977.[8]

### Vyznamenání za konkrétní zásluhy
Kromě obecných vyznamenání existuje řada záslužných ocenění souvisejících s konkrétními událostmi. Tato ocenění byla většinou udílena ve formě medaile či kříže.
- Medaile hasičů[13] či Medaile pro stráže[14] – Tato medaile byla založena dne 12. června 1836. Udílena byla hasičskému sboru Papežského státu.
- Záslužná medaile za podporu osob trpících cholerou – Tato medaile byla založena roku 1837 papežem Řehořem XVI.[15][16]
- Záslužné ocenění pro sochaře Vatikánských muzeí – Toto vyznamenání bylo založeno roku 1838.[15]
- Medaile za věrnost – Toto vyznamenání bylo založeno roku 1850.[16]
- Záslužná medaile u příležitosti svatého roku 1900 – Toto vyznamenání bylo založeno roku 1901.[17]
- Zásluhy o provedení svatého roku 1925 – Toto vyznamenání bylo založeno roku 1925.[13]
- Medaile Benemerenti za zásluhy o realizaci misijní výstavy ve Vatikánu v roce 1925 – Toto vyznamenání bylo založeno dne 10. ledna 1926.[18][19]
- Záslužná medaile o realizaci oslav zlatého výročí papeže Pia XI. – Toto vyznamenání bylo založeno v květnu 1930.[20][21]
- Zásluhy o mimořádný svatý rok spásy – Toto vyznamenání bylo založeno roku 1933.[22]
- Záslužná medaile za mimořádné služby papežské stráže 1943/1944 – Toto vyznamenání bylo založeno roku 1944.[23]
- Zásluhy o pořádání svatého roku 1950 – Toto vyznamenání bylo založeno dne 24. prosince 1951.[24]
- Záslužná medaile za dokončení 1. mariánského roku – Toto vyznamenání bylo založeno roku 1954.
- Záslužná medaile o pořádání Druhého vatikánského koncilu – Toto vyznamenání bylo založeno roku 1963.[18]
- Zásluhy o pořádání svatého roku 1975 – Toto vyznamenání bylo založeno roku 1975.[18]
- Zásluhy o mimořádný svatý rok spásy – Toto vyznamenání bylo založeno roku 1983.[25]

### Vojenská vyznamenání
Papežská vojenská vyznamenání byla udílena za vojenské úspěchy, většinou pouze velitelům a vyšším důstojníkům. Další vyznamenání byla udílena u příležitosti vojenských konfliktů, do nichž byl zapojen Papežský stát.
- Latronibus Fugatis Securitas Restituta – Toto vyznamenání bylo založeno roku 1816.[26][27]
- Medaile za občanskou stráž – Toto vyznamenání bylo založeno roku 1840.[28]
- Pamětní medaile za tažení v roce 1849 – Toto vyznamenání bylo založeno roku 1849.[29]
- Medaile Pro Petri Sede – Toto vyznamenání bylo založeno roku 1860.[30]
- Mentanský kříž – Toto vyznamenání bylo založeno dne 14. listopadu 1867.[13]

Pro armádu papežských států byly vytvořeny i ocenění za dlouholetou službu.
- Ocenění za službu pro dobrovolníky papežských sil – Toto vyznamenání bylo založeno dne 25. února 1822.[31]
- Ocenění za službu pro dobrovolníky papežských sil – Toto vyznamenání bylo založeno v 60. letech 19. století.[31][32]
- Ocenění za službu pro vojenské jednotky Svatého stolce – Toto vyznamenání bylo založeno ve 40. letech 20. století.[33]

Medaile pro Vznešenou gardu (1901), Medaile pro Švýcarskou gardu (1906 a 2006) a Medaile pro Corpo della Gendarmeria (1916) byly vytvořeny u příležitosti výročí a nebyly tak udíleny v pravém smyslu slova za zásluhy.

## Pamětní medaile

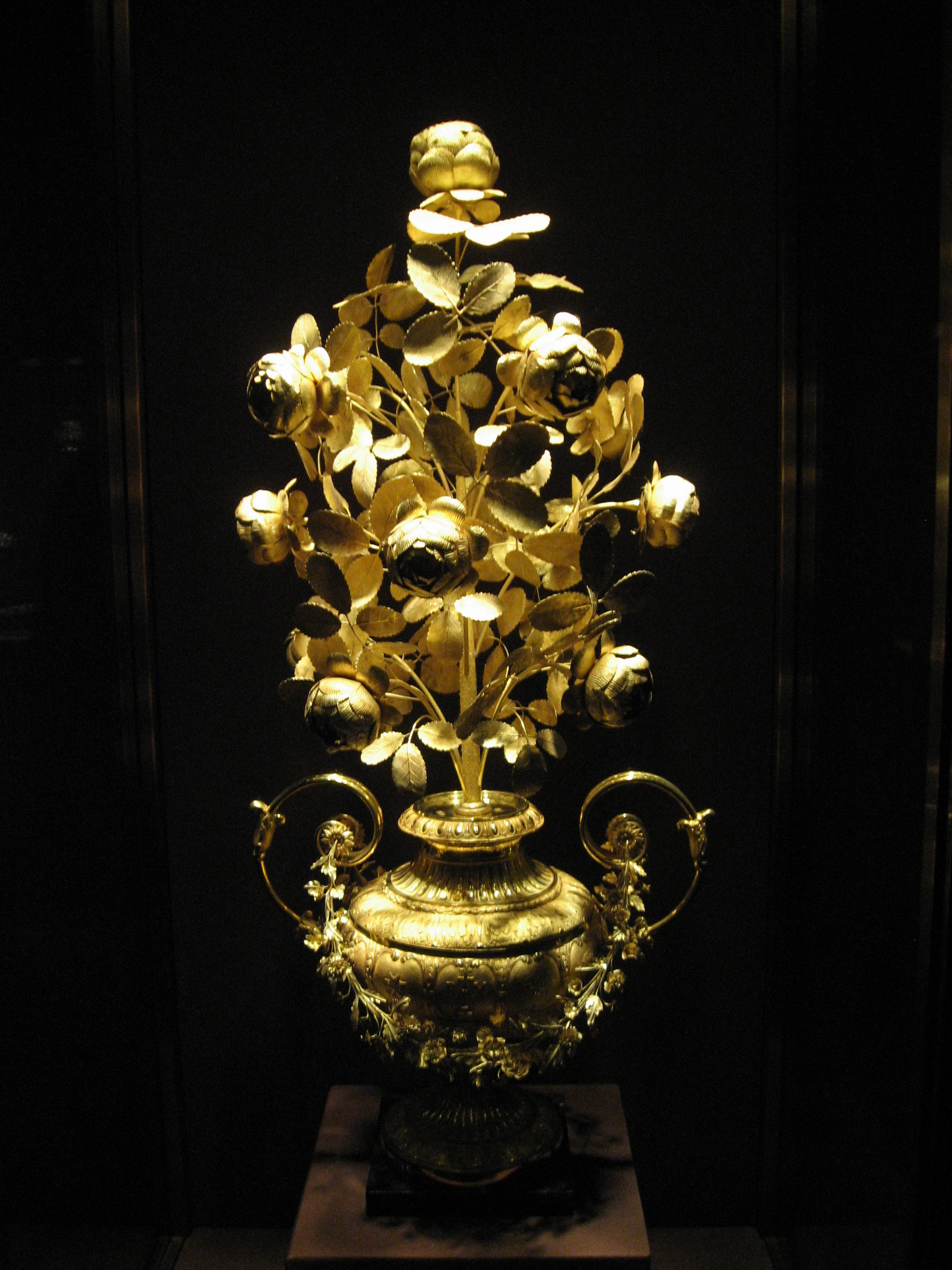
Zlatá růže

Kromě ocenění za zásluhy existují také medaile, které jsou udíleny pouze jako pamětní. Kromě medailí svatých let sem patří papežská výročí a Druhý vatikánský koncil.

## Zlatá růže a papežův meč
Zlatá růže je papežské vyznamenání, které se udílí od roku 1096 osobě, státu, městu či organizaci za zvláštní přínos katolické církvi.
Papežův meč (ve skutečnosti se jedná o meč a klobouk) byl udílen od konce středověku do počátku 19. století jako papežské vyznamenání za zásluhy pro katolickou církev pokud vyznamenaní byli obránci víry (Fidei defensor).

## Čestné tituly
Kromě papežských řádů a vyznamenání existuje řada papežských čestných titulů, které papež udílí duchovenstvu, obvykle na žádost biskupa. Existují tři úrovně čestných titulů s různými právy na oděv a erb: papežský čestný kaplan, papežský čestný prelát a apoštolský pronotář.